# 入沢大聖
入沢 大聖（いりさわ だいせい、1986年1月27日 - ）は、日本のタレント。

## 人物
拓殖大学を卒業後、某一部上場企業へ就職、2023年現在芸能活動は確認されていない。現在、拓殖大学北海道短期大学のホームページに出ている。

## 出演

### テレビ番組
- 天才てれびくん「ザ・ゴーストカンパニー」
- とんねるずの生でダラダラいかせて

### CM
- 大正製薬 サントジェン
- ハウス食品 バーモントカレー
- マツダ ボンゴフレンディ
- 三菱鉛筆
- 本田技研工業 オデッセイ
- コクヨ
- 松下電器産業 ヨコヅナ
- 成田空港